# Ерменгарда (Италия)
Ерменгарда (Ermengarda, Ermengarde, Irmingard; * 852/855; † пр. 22 юни 896) е чрез женитбата си херцогиня на Италия, кралица на Долна Бургундия (879 – 887) и регентка на Прованс (887 – 889).

## Биография
Тя е най-малката дъщеря на императрор Лудвиг II (Каролинги, † август 875) и Енгелберга († 23 март 890) от Супонидите.
Ерменгарда се омъжва през март/юни 876 г. за Бозон Виенски († 1 ноември 887) от род Бувиниди от Метц, от 879 крал на Долна Бургундия и Прованс. Той е син на граф Бувин и брат на Рихилда († 910/914), която е съпруга на император Карл II Плешиви († 877).
През май 878 г. папа Йоан VIII търси при нея и Бозон закрила по време на бягството му от сарацините и италианските благородници от Арл. Към края на 880 г. тя успешно защитава Виен, столицата на Кралство Бургундия, против обсадата от каролингските крале Карл Дебели, Лудвиг III и Карломан II под ръководството на брата на Бозон Рихард Застъпник. При втората обсада на Виен през август 881 г. войските на император Карл Дебели, който през февруари 881 г. е коронован за римски император, превземат града, ограбват го и го изгарят. Рихард взема снаха си и нейните деца под своята закрила и ги завежда в Отун, докато Бозон бяга в Прованс.
След смъртта на Бозон на 11 януари 887 г. Ерменгарда е избрана с помощта на Рихард за регентка на Прованс. През май същата година тя изпраща нейния син Лудвиг до император Карл Дебели, за да го осинови. През май 889 г. тя се подчинява на източнофранкския крал Арнулф Каринтийски.
Ерменгарда става игуменка на Сан Салваторе към Бреша.

## Деца
Ерменгарда и Бозон имат три деца:
- Ирмингард, Енгелберга, (* 877, † сл. януари 917)
  - ∞ пр. 910 Вилхелм I херцог на Аквитания († 6 юли 918)
- Ирменгард (Ерменгард) (* 880/885)
  - ∞ Манасес I († 918), граф на Шалон
- Лудвиг III Бозонид наричан Слепи († 5 юни 928), 887 крал на Прованс, 900 – 905 крал на Италия, 901/902 римски император, 905 ослепен
  - ∞ I 900 Анна от Византия (* 886/888; † пр. 914), дъщеря на император Лъв VI
  - ∞ II пр. 18 януари 914 Аделхайд от кралство Бургундия, дъщеря на крал Рудолф I (Велфи)